# مارك إي. كلايتون
مارك إي. كلايتون (بالإنجليزية: Mark E. Clayton)‏ هو سياسي أمريكي، ولد في 1977 في موبيل في الولايات المتحدة. حزبياً، نشط في الحزب الديمقراطي.